# 相川くるみ
相川 くるみ（あいかわ くるみ、2003年5月2日 - ）は、日本の女優、アイドル、アイドルグループ「FAVO♡」のメンバー。東京都出身。ベリーベリープロダクション所属。

## 人物
趣味は音楽を聞くこと、特技はダンス・変顔、好きな言葉は time waits for no one、好きな食べ物はチョコレート、好きな映画はコメディー系の映画。

## 出演

### インターネットメディア
- いきなり突撃クイズ！ 相川くるみ 編（2019年4月12日）[2]